# Sovereign Feature Productions
Sovereign Feature Productions foi uma companhia cinematográfica estadunidense dos anos 1920, responsável pela produção de uma dezena de filmes entre 1926 e 1927.

## Histórico
A primeira produção da Sovereign foi o seriado em 10 capítulos The Mystery Pilot, de 1926, e em seguida, a companhia produziu várias comédias curtas, todas dirigidas por Harry Moody e escritas e produzidas por J. C. Cook.

## Filmografia
- The Mystery Pilot (seriado, 1926)
- Up in the Air (1927)
- Stepping on the Gas (1927)
- Over Here (1927)
- Hey Diddle, Diddle (1927)
- After Dark (1927)